# Poulainville
Poulainville est une commune française située dans le département de la Somme, en région Hauts-de-France.

## Géographie

### Localisation
Poulainville est un village picard de l'Amiénois.
Limitrophe d'Amiens et de Villers-Bocage, la localité est située à 8 km au nord-est d'Ailly-sur-Somme, 15 km au nord-ouest de Corbie et à 38 km au sud-est d'Abbeville à vol d'oiseau.
Le territoire de la commune est limitrophe de ceux de sept communes.  
Les communes limitrophes sont  Allonville, Amiens, Argœuves, Bertangles, Cardonnette, Coisy et Villers-Bocage.

### Hydrographie
La commune est située dans le bassin Artois-Picardie. Elle n'est drainée par aucun cours d'eau.

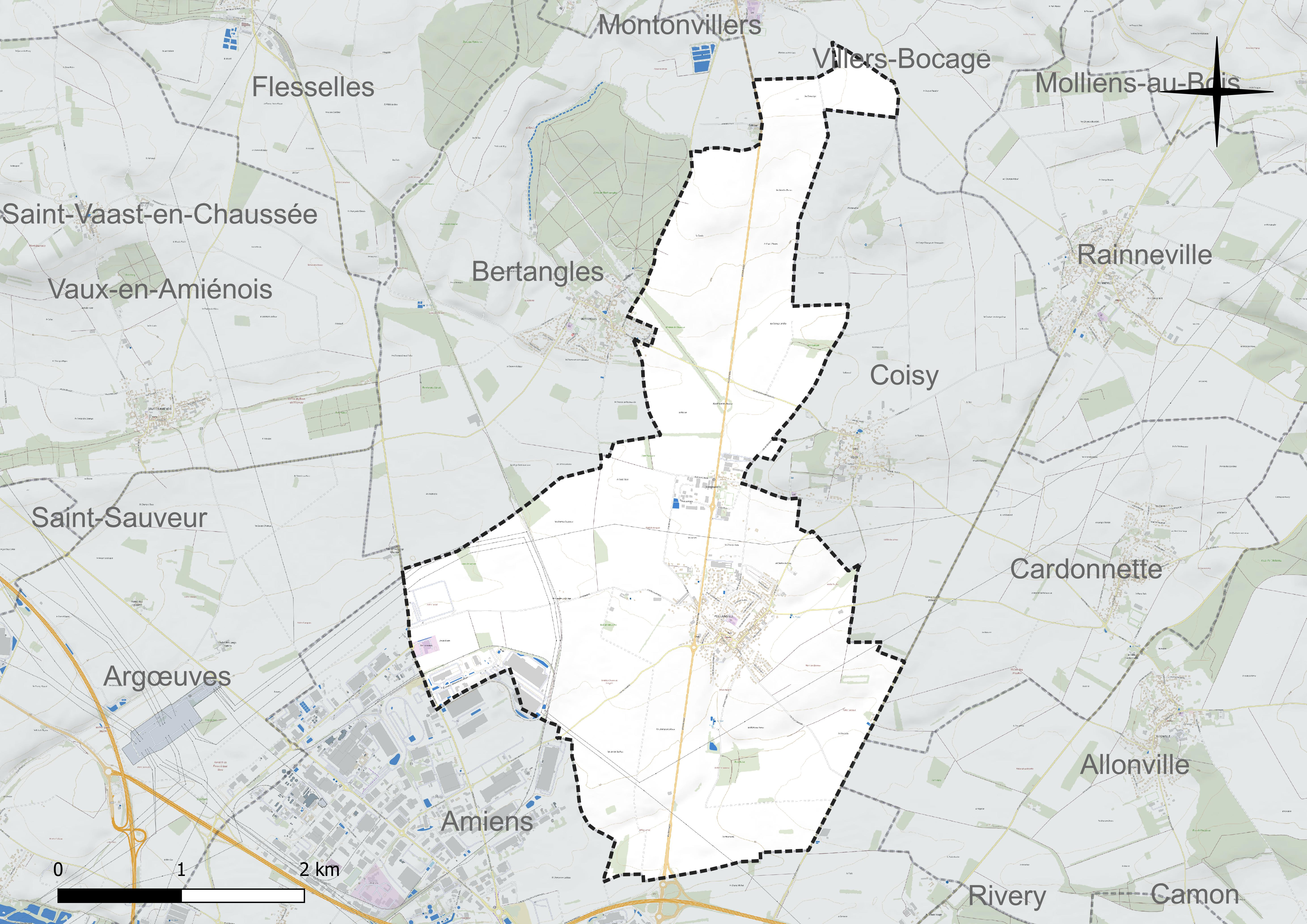
Réseau hydrographique de Poulainville.

### Climat
Pour des articles plus généraux, voir Climat des Hauts-de-France et Climat de la Somme.
En 2010, le climat de la commune est de type climat océanique dégradé des plaines du Centre et du Nord, selon une étude du CNRS s'appuyant sur une série de données couvrant la période 1971-2000. En 2020, Météo-France publie une typologie des climats de la France métropolitaine dans laquelle la commune est exposée à un climat océanique et est dans la région climatique Nord-est du bassin Parisien, caractérisée par un ensoleillement médiocre, une pluviométrie moyenne régulièrement répartie au cours de l'année et un hiver froid (3 °C).
Pour la période 1971-2000, la température annuelle moyenne est de 10,2 °C, avec une amplitude thermique annuelle de 14,1 °C. Le cumul annuel moyen de précipitations est de 730 mm, avec 12 jours de précipitations en janvier et 8,4 jours en juillet. Pour la période 1991-2020, la température moyenne annuelle observée sur la station météorologique la plus proche, située sur la commune de Glisy à 10 km à vol d'oiseau, est de 11,1 °C et le cumul annuel moyen de précipitations est de 646,6 mm,. Pour l'avenir, les paramètres climatiques de la commune estimés pour 2050 selon différents scénarios d'émission de gaz à effet de serre sont consultables sur un site dédié publié par Météo-France en novembre 2022.

## Urbanisme

### Typologie
Au 1er janvier 2024, Poulainville est catégorisée bourg rural, selon la nouvelle grille communale de densité à sept niveaux définie par l'Insee en 2022.
Elle est située hors unité urbaine. Par ailleurs la commune fait partie de l'aire d'attraction d'Amiens, dont elle est une commune de la couronne,. Cette aire, qui regroupe 369 communes, est catégorisée dans les aires de 200 000 à moins de 700 000 habitants,.

### Occupation des sols
L'occupation des sols de la commune, telle qu'elle ressort de la base de données européenne d'occupation biophysique des sols Corine Land Cover (CLC), est marquée par l'importance des territoires agricoles (89,9 % en 2018), en diminution par rapport à 1990 (93,7 %). La répartition détaillée en 2018 est la suivante : 
terres arables (89,9 %), zones industrielles ou commerciales et réseaux de communication (5,2 %), zones urbanisées (4,9 %). L'évolution de l'occupation des sols de la commune et de ses infrastructures peut être observée sur les différentes représentations cartographiques du territoire : la carte de Cassini (XVIIIe siècle), la carte d'état-major (1820-1866) et les cartes ou photos aériennes de l'IGN pour la période actuelle (1950 à aujourd'hui).

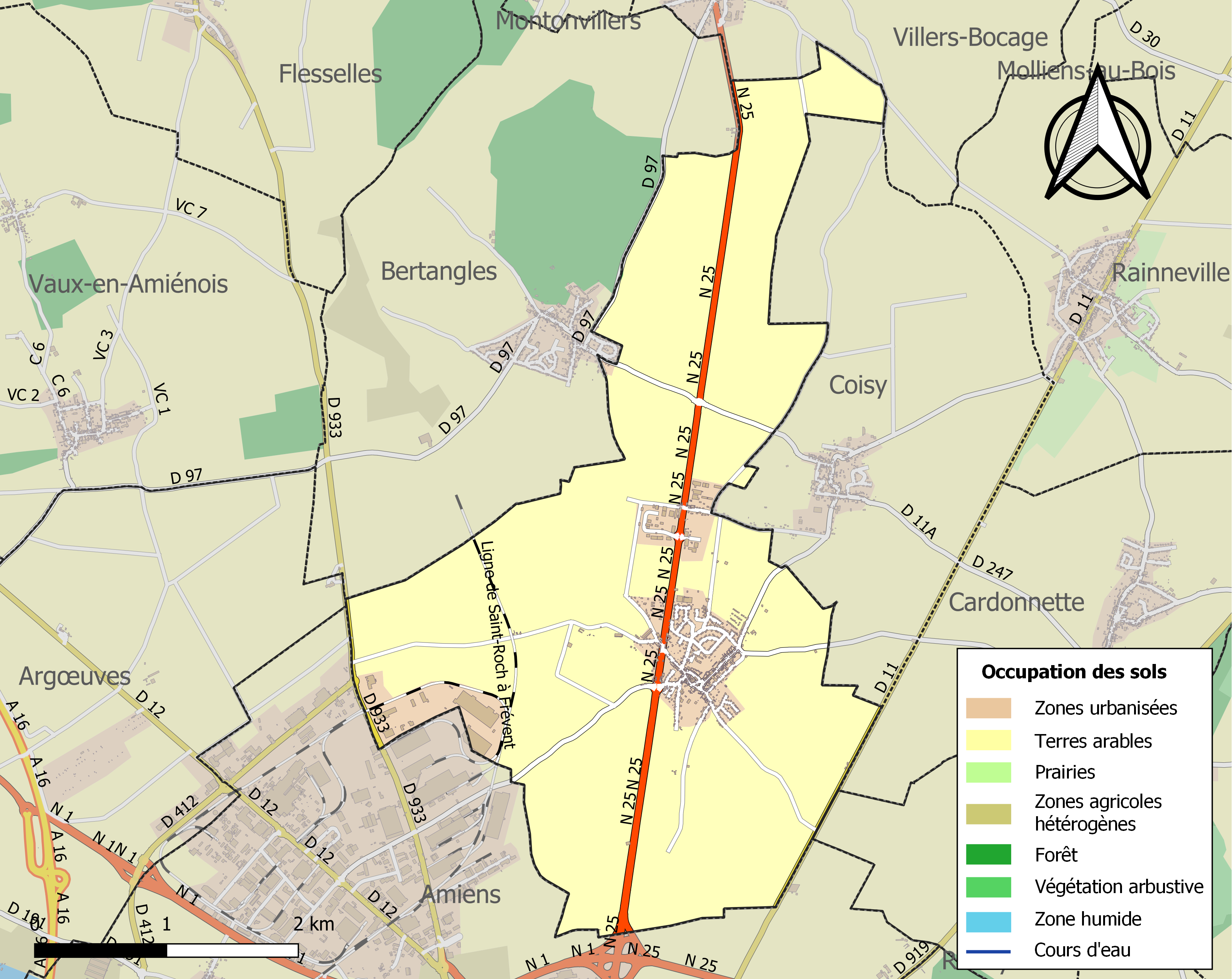
Carte des infrastructures et de l'occupation des sols de la commune en 2018 (CLC).

### Voies de communication et transports
La localité est desservie par la ligne d'autocars no 722 du réseau Trans'80 Hauts-de-France et les lignes 12 et T37 du reseau Ametis tous les jours sauf le dimanche et les jours fériés.

## Toponymie

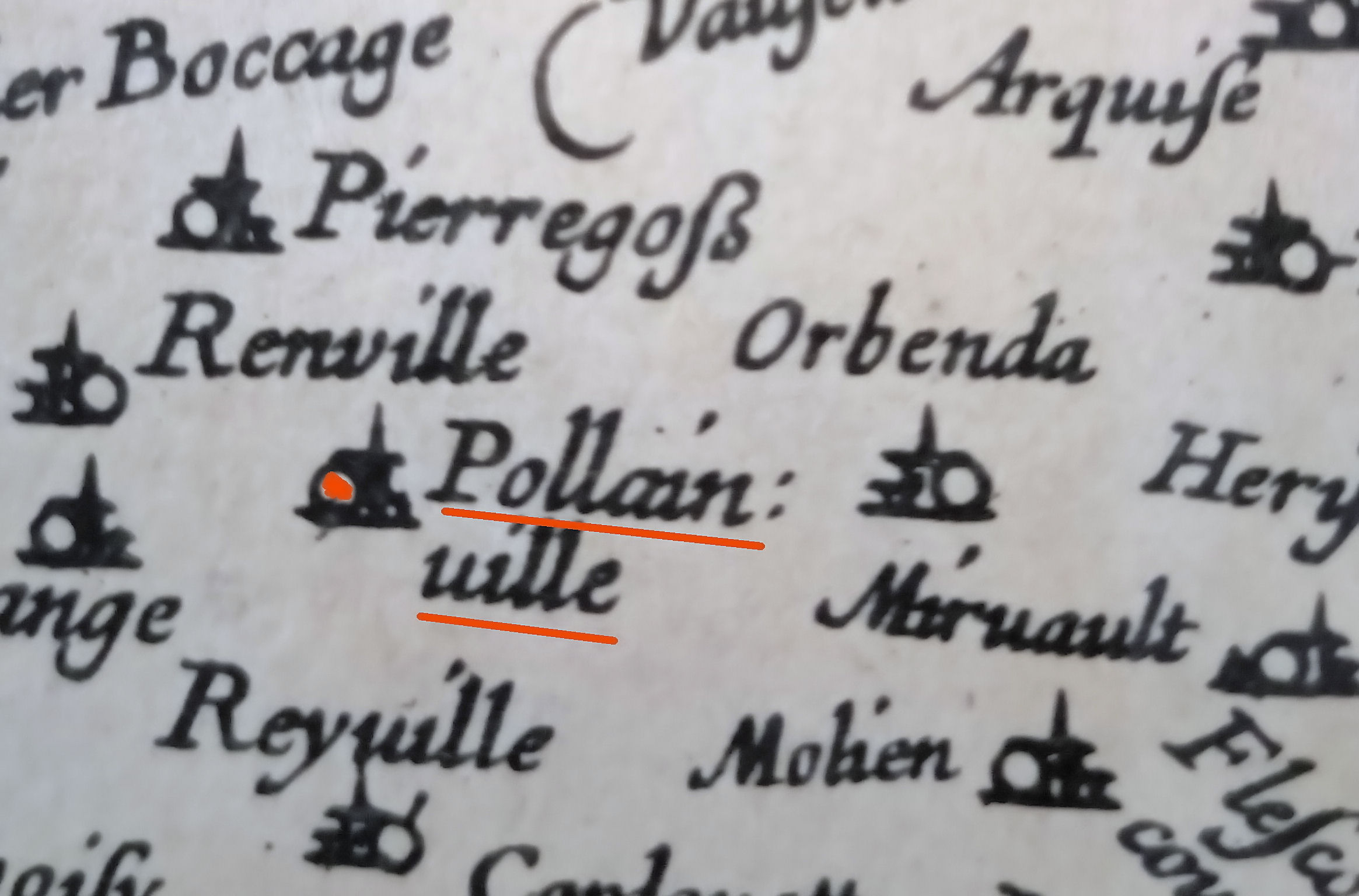
Carte de la Picardie de 1620 - Pollainville.

Le premier nom relevé est Polanvilla en 1150, dans le cartulaire du chapitre de la cathédrale d'Amiens.

## Histoire
La présence humaine est attestée depuis les temps préhistoriques par les silex taillés découverts sur le territoire.
Des prospections aériennes et des fouilles ont permis d'établir que l'occupation humaine a été pratiquement continuelle de l'époque protohistorique à nos jours : cercles aux lieux-dits les Vertes Taches aux Ronds des Sorciers, enclos de diverses formes...
La seigneurie était partagée par des communautés religieuses. Thibaut de Polainville (1212) semble être un des premiers seigneurs qu'a connu le village.

## Politique et administration

### Intercommunalité
Poulainville fait partie du communauté d'agglomération Amiens Métropole.

### Liste des maires
| Période                                  | Période                      | Identité               | Étiquette | Qualité                                                            |
| ---------------------------------------- | ---------------------------- | ---------------------- | --------- | ------------------------------------------------------------------ |
| Les données manquantes sont à compléter. |                              |                        |           |                                                                    |
| 1938                                     | 1945                         | Gaston Mangot          | SE        |                                                                    |
| 1945                                     | 1968                         | Jacques Quéhen         | SE        |                                                                    |
| 1968                                     | 1983                         | Marius Morel           | SE        |                                                                    |
| 1983                                     | 1988                         | Eleuthère Deffontaines | SE        |                                                                    |
| 1988                                     | 1989                         | Gérard Trenet          | SE        |                                                                    |
| 1989                                     | 1993                         | Philippe Lamont        | SE        |                                                                    |
| 1993                                     | 2001                         | René Hélot             | SE        |                                                                    |
| 2001                                     | 2014                         | Danièle Papin          | SE        |                                                                    |
| 2014.                                    | En cours (au 8 octobre 2020) | M. Claude Vitry        |           | Directeur technique de supermarché Réélu pour le mandat 2020-2026, |

## Population et société

### Démographie
L'évolution du nombre d'habitants est connue à travers les recensements de la population effectués dans la commune depuis 1793. Pour les communes de moins de 10 000 habitants, une enquête de recensement portant sur toute la population est réalisée tous les cinq ans, les populations de référence des années intermédiaires étant quant à elles estimées par interpolation ou extrapolation. Pour la commune, le premier recensement exhaustif entrant dans le cadre du nouveau dispositif a été réalisé en 2004.

En 2022, la commune comptait 1 310 habitants, en évolution de +10,64 % par rapport à 2016 (Somme : −1,26 %, France hors Mayotte : +2,11 %).
| 1793 | 1800 | 1806 | 1821 | 1831 | 1836 | 1841 | 1846 | 1851 |
| ---- | ---- | ---- | ---- | ---- | ---- | ---- | ---- | ---- |
| 330  | 361  | 406  | 477  | 526  | 579  | 621  | 595  | 542  |

| 1856 | 1861 | 1866 | 1872 | 1876 | 1881 | 1886 | 1891 | 1896 |
| ---- | ---- | ---- | ---- | ---- | ---- | ---- | ---- | ---- |
| 512  | 488  | 433  | 385  | 375  | 330  | 344  | 344  | 346  |

| 1901 | 1906 | 1911 | 1921 | 1926 | 1931 | 1936 | 1946 | 1954 |
| ---- | ---- | ---- | ---- | ---- | ---- | ---- | ---- | ---- |
| 331  | 309  | 342  | 319  | 310  | 310  | 323  | 280  | 325  |

| 1962 | 1968 | 1975 | 1982  | 1990  | 1999  | 2004  | 2006  | 2009  |
| ---- | ---- | ---- | ----- | ----- | ----- | ----- | ----- | ----- |
| 325  | 504  | 978  | 1 254 | 1 360 | 1 373 | 1 371 | 1 344 | 1 280 |

| 2014  | 2019  | 2022  | - | - | - | - | - | - |
| ----- | ----- | ----- | - | - | - | - | - | - |
| 1 216 | 1 236 | 1 310 | - | - | - | - | - | - |

### Enseignement
La commune dispose d'une école maternelle et d'une école primaire. La cantine est à la disposition des élèves. Un centre de loisirs sans hébergement accueille les enfants du village.

### Manifestations culturelles et festives
La salle des fêtes communale favorise les animations locales. Le Poulailler est une compagnie de théâtre implantée à Poulainville depuis 2008.

### Santé
La commune dispose de médecin, kinésithérapeutes, pharmacie, infirmiers.

### Sports
Le yoga est, entre autres, une discipline pratiquée localement.

### Cultes
Le culte catholique est pratiqué dans la localité.

## Économie
La société Ynsect élève, dans une importante usine, des vers de scarabées avec pour principal débouché l'alimentation animale et, secondairement, humaine.

## Culture locale et patrimoine

### Lieux et monuments
- L'église Saint-Pierre actuelle, néo-gothique, a été construite vers 1872. Elle remplace un lieu de culte devenu vétuste qui datait du XVIIe siècle[28].

- Chapelle Notre-Dame-de-la-Salette. Construite en 1874, elle contient une statue de la Vierge avec à ses pieds Mélanie et Maximin. Elle a été donnée à la commune et rénovée en 1977[29].

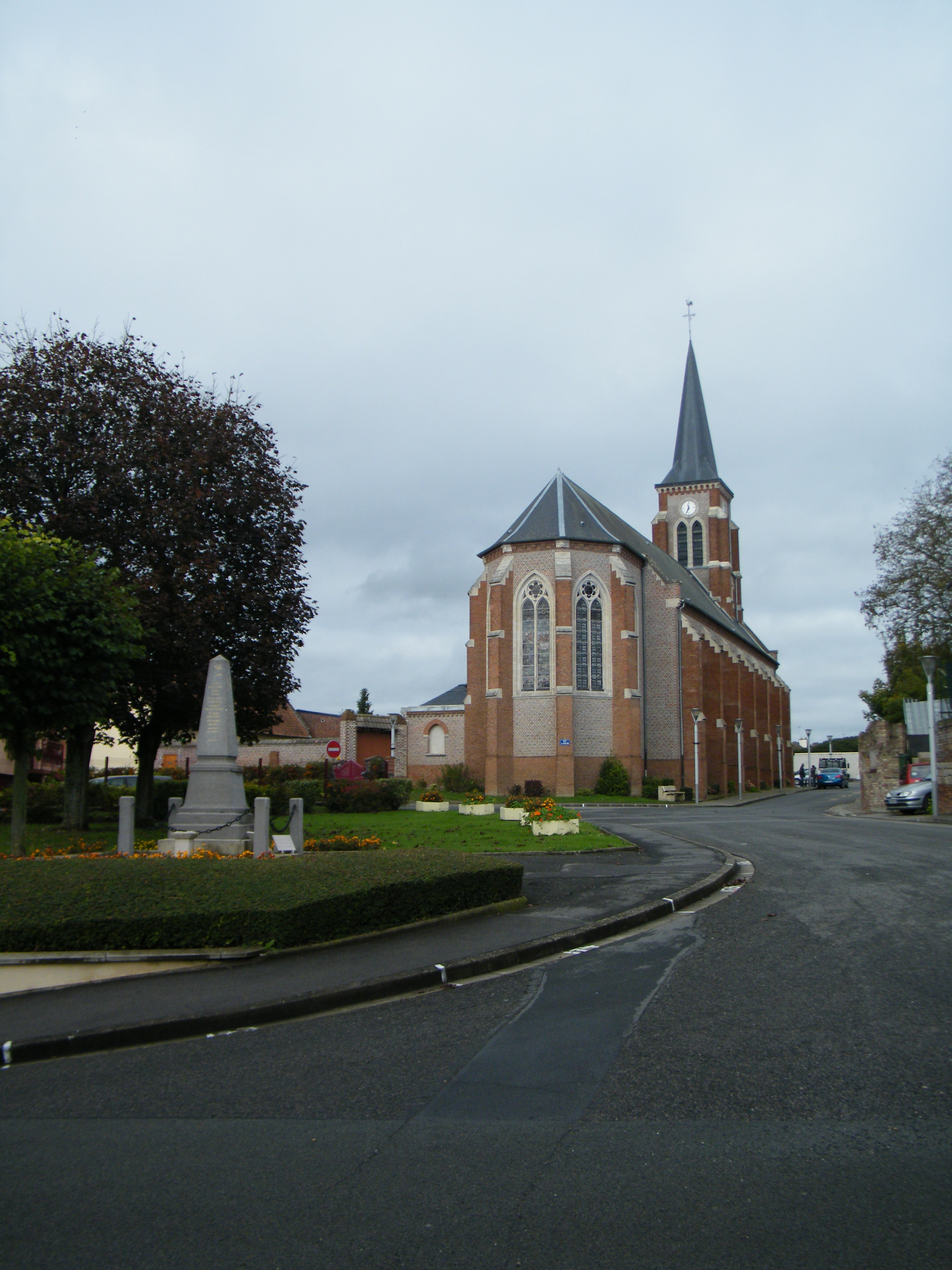
Saint-Pierre.
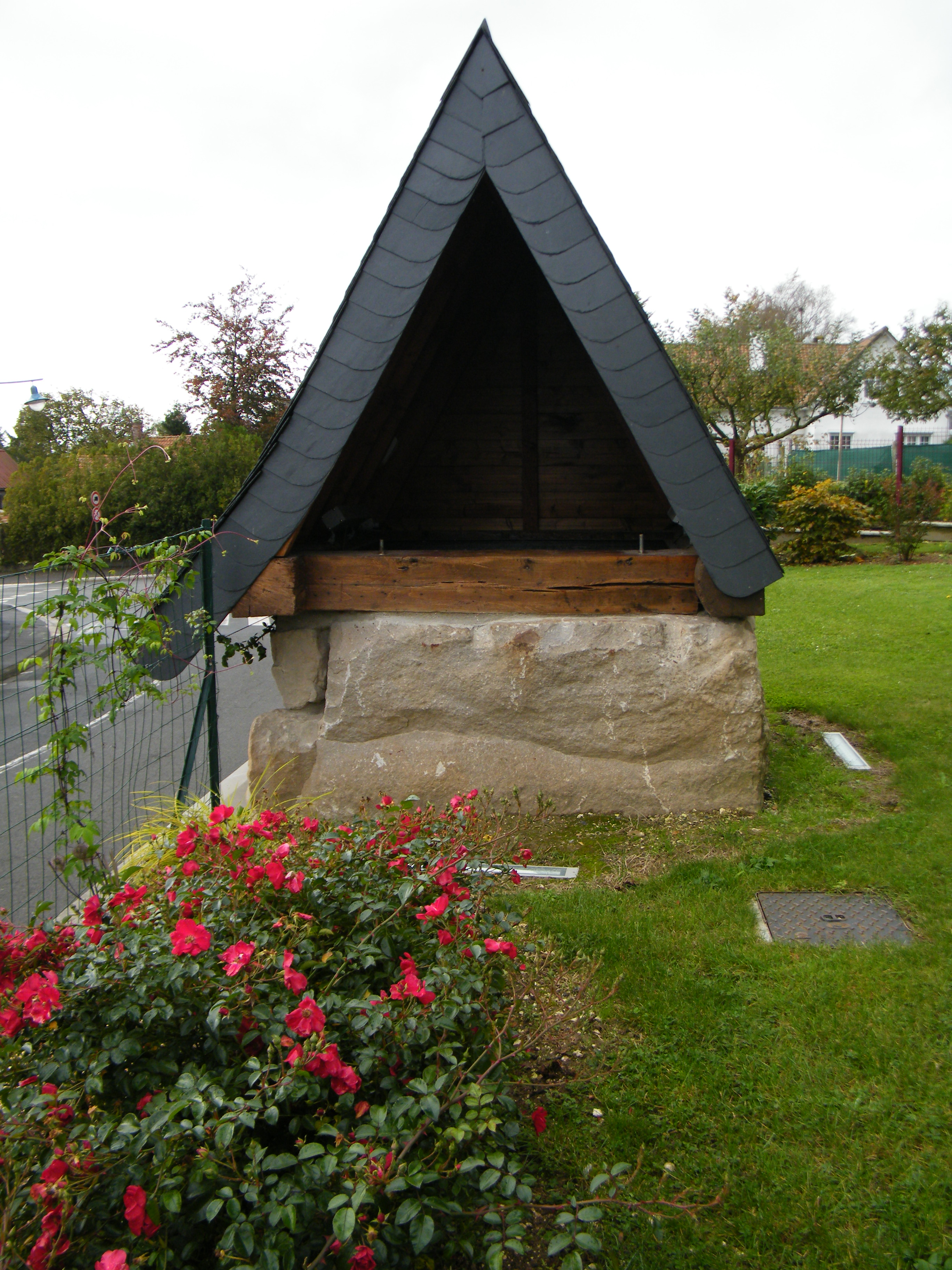
Puits patrimonial.
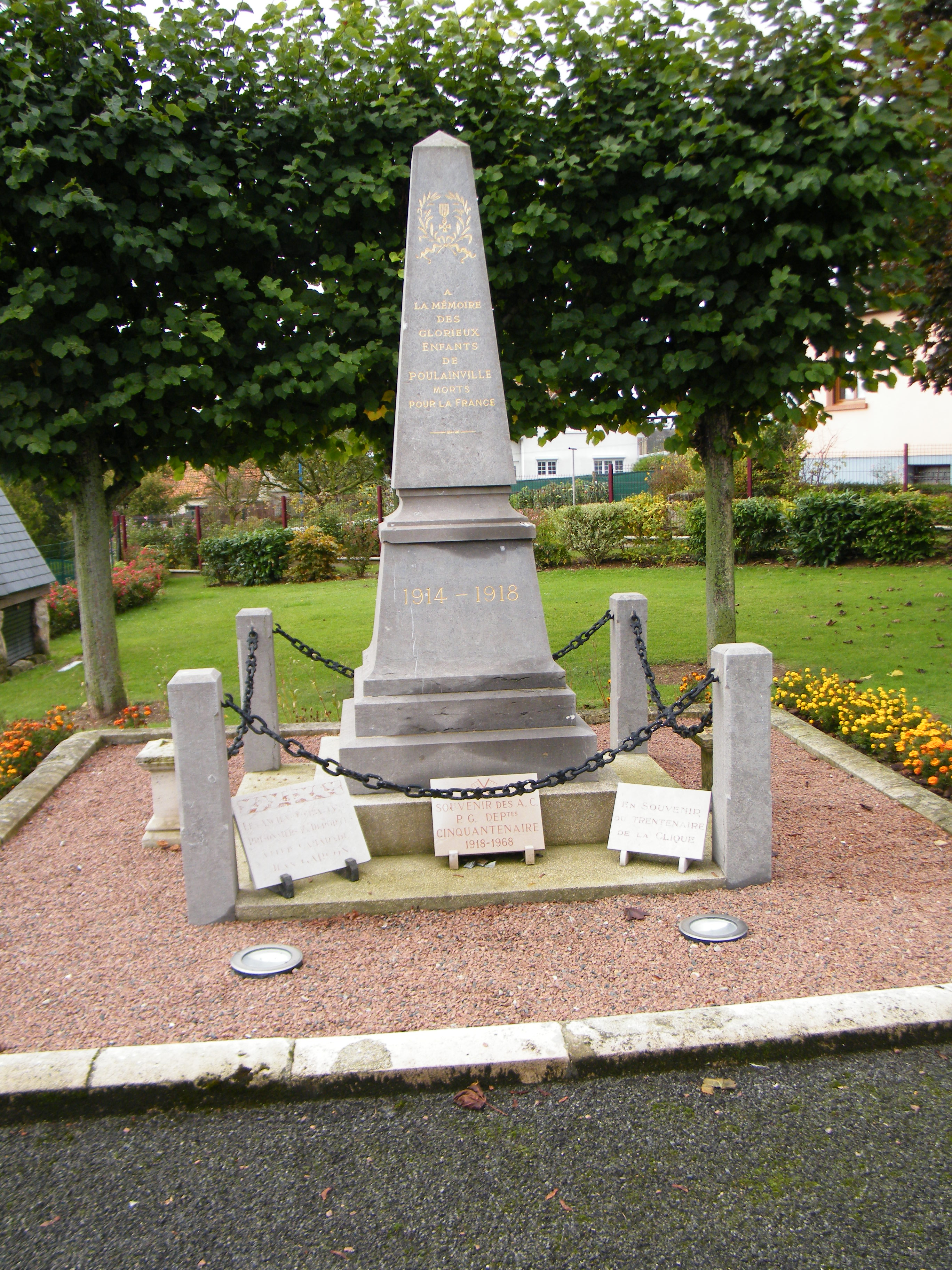
Monument aux morts.
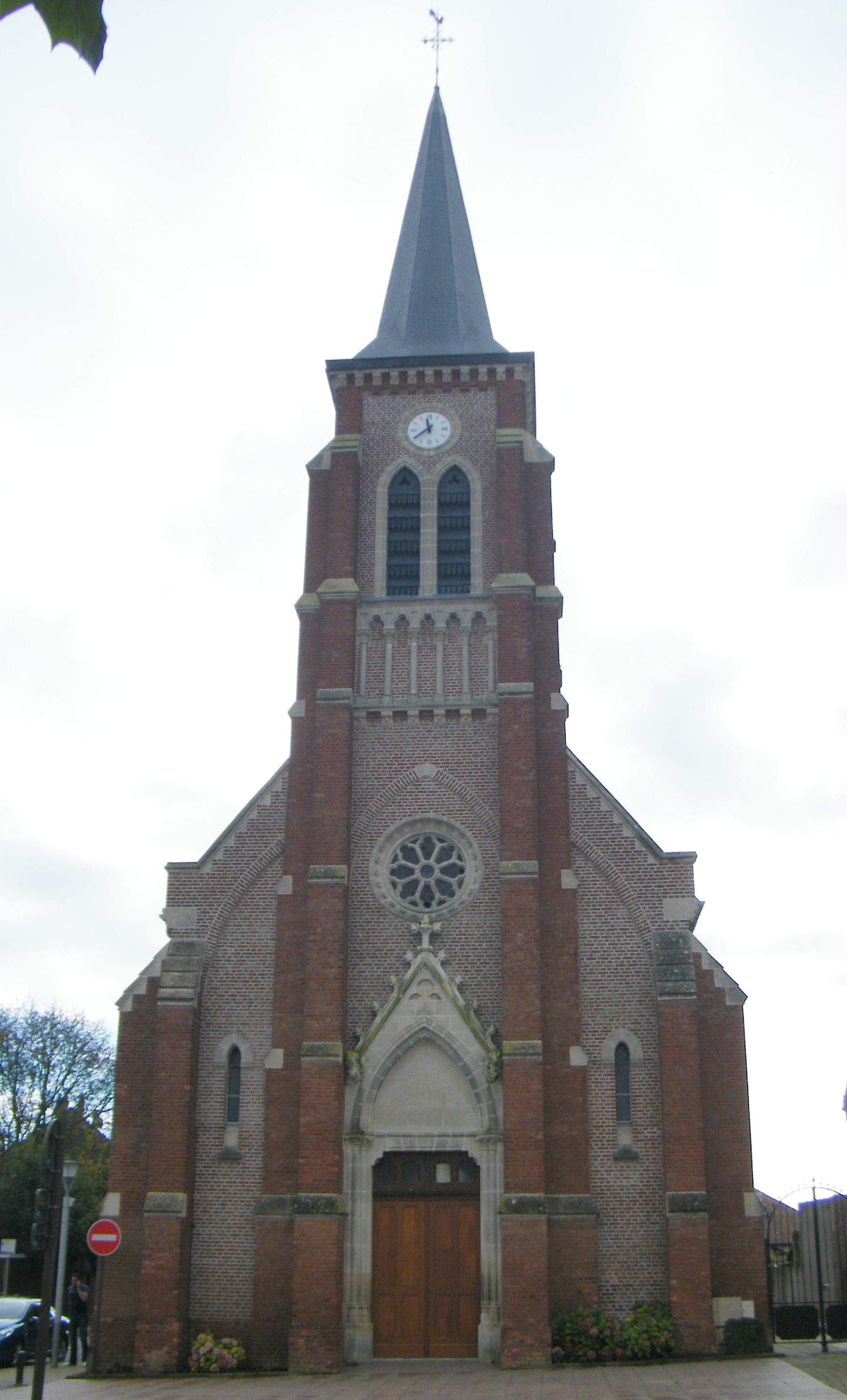
Vue du clocher.